# Дейв Бюлтейс
Дейв Бюлтейс (нід. Davy Bulthuis, нар. 28 червня 1990, Пюрмеренд) — нідерландський футболіст, захисник південнокорейського клубу «Ульсан Хьонде».

## Ігрова кар'єра
Народився 28 червня 1990 року в місті Пюрмеренд. Вихованець футбольної школи клубу «Волендам».
У дорослому футболі дебютував 2010 року виступами за команду «Утрехт», в якій провів чотири сезони, взявши участь у 80 матчах чемпіонату і забивши дев'ять голів.
Влітку 2014 року перейшов до клубу другої німецької Бундесліги «Нюрнберг» і відіграв за нього наступні три сезони своєї ігрової кар'єри. Більшість часу, проведеного у складі «Нюрнберга», був основним гравцем захисту команди.
7 липня 2017 року Бюлтейс на правах вільного агента підписав трирічний контракт з «Габалою», одним з представників азербайджанської Прем'єр-ліги. Втім у новій команді не зумів закріпитись, зігравши до кінця року лише 4 гри чемпіонату, через що у січні 2018 року повернувся на батьківщину і приєднався до «Геренвена», де виступав протягом усього року.
У січні 2019 року Бюлтейс перебрався до південнокорейського клубу «Ульсан Хьонде», у складі якого наступного року здобув свій перший трофей, вигравши Лігу чемпіонів АФК. Це дозволило Бюлтейсу з командою поїхати на Клубний чемпіонат світу в Катарі, де Дейв зіграв в обох матчах, але команда посіла останнє 6 місце. Станом на 15 лютого 2021 року відіграв за команду з Ульсана 41 матч в національному чемпіонаті.

## Титули і досягнення
- Переможець Ліги чемпіонів АФК (1):

«Ульсан Хьонде»: 2020